# Melligomphus sinicus
Melligomphus sinicus – gatunek ważki z rodziny gadziogłówkowatych (Gomphidae). Występuje w południowych, południowo-wschodnich i wschodnich Chinach; stwierdzono go w prowincjach Fujian, Guangdong, Jiangxi, Zhejiang, w regionie autonomicznym Kuangsi oraz w Hongkongu.